# 오충훈
오충훈(1990년 5월 12일 ~ )는 대한민국의 전직 스타크래프트 프로게이머이다. Shudder_V_라는 아이디를 사용하며, 종족은 테란이다. 전 SK텔레콤 T1 소속이다.
2006년 하반기 드래프트에서 SK텔레콤 T1의 1차 지명으로 입단하였다.
2007년 중반기에 경기력이 하락하여 2군으로 강등되었고, 소문에 의하면 거기서 몰래 바람의 나라 게임을 하다가 걸려서 크게 이슈가 된 적이 있다고 한다.
2008년 7월, 은퇴하였다.

## 수상 경력
- 2005년 제15회 커리지 매치 입상
- 2006년 제2회 준프로게이머 평가전 우승
- 2007년 에버 스타리그 2007 16강
- 2007년 곰TV MSL 시즌3 32강